# Domenico Diele
Domenico Diele (Siena, 25 luglio 1985) è un attore italiano.

## Biografia
Nato e cresciuto a Siena, dopo il liceo si trasferisce a Roma dove intraprende la carriera teatrale facendo parte della compagnia "Circo a Vapore". Diplomatosi nel 2005 in recitazione alla Scuola internazionale di teatro, inizia la carriera da attore interpretando ruoli minori in alcune serie televisive e lavorando nel mondo del teatro, soprattutto nel circuito off. Nel 2011 Stefano Sollima lo vuole nel film ACAB - All Cops Are Bastards, per interpretare Adriano Costantini, un giovane ragazzo romano facente parte del reparto mobile della Polizia.
Nel 2012 recita a fianco di Gigi Proietti nella miniserie televisiva L'ultimo papa re, diretta da Luca Manfredi. Nel 2013 prende parte al film di Claudio Noce, La foresta di ghiaccio, a fianco di Emir Kusturica e di Ksenia Rappoport. Nel 2014 e nel 2017 interpreta Luca Pastore nelle serie televisive 1992 e 1993, per la regia di Giuseppe Gagliardi, in onda su Sky Atlantic.
Sempre nel 2017, e per Sky Italia, recita nella terza stagione di In Treatment, diretto da Saverio Costanzo e al fianco di Sergio Castellitto. Appare nuovamente in televisione con la messa in onda nel 2021 su Canale 5 della prima stagione di Buongiorno, mamma!, con Raoul Bova e Maria Chiara Giannetta. Partecipa anche alla seconda stagione, andata in onda nel 2023. Il 7 gennaio 2024, nell'ambito delle celebrazioni per il 70esimo anniversario dalla nascita della televisione italiana, va in onda su Rai 1 come protagonista del Film tv La luce nella masseria, diretto da Riccardo Donna e Tiziana Aristarco. Il 14 febbraio esce nelle sale con Romeo è Giulietta, commedia di Giovanni Veronesi, nel ruolo del fidanzato della protagonista Pilar Fogliati, due giovani attori.

## Procedimenti giudiziari
Attorno alle 2:00 del mattino del 24 giugno 2017, mentre era alla guida della sua automobile, rimane coinvolto in un grave incidente stradale con uno scooter nei pressi dell'uscita autostradale di Montecorvino Pugliano dell'Autostrada A2, a circa 15 chilometri da Salerno. In seguito all'incidente, la conducente dello scooter perde la vita. Per essersi messo alla guida pur se sprovvisto di una patente in corso di validità e, soprattutto, dopo il rinvenimento, avvenuto in ospedale dopo essersi sottoposto ai test tossicologici, di tracce di sostanze stupefacenti nel corpo, viene arrestato dalla Polizia Stradale di Eboli con l'accusa di omicidio stradale aggravato.
Dopo aver trascorso dodici giorni nel carcere di Salerno in attesa del braccialetto elettronico, viene trasferito agli arresti domiciliari, da cui viene liberato il 23 dicembre, scaduti i termini di custodia cautelare. Il 20 febbraio 2018 il pubblico ministero richiede per Diele una condanna a 8 anni; l'11 giugno viene condannato in primo grado a 7 anni e otto mesi di reclusione. Il 30 maggio 2019 la pena viene ridotta in appello a 5 anni e 10 mesi di reclusione. Infine, il 14 ottobre 2020 la sentenza di secondo grado viene confermata in cassazione. È stato tradotto in carcere il 23 ottobre 2020 per scontare la pena residua al netto dei sei mesi di arresti già scontati nel 2017. Il 9 giugno 2022 è affidato in prova al servizio sociale (ex art.47 OP). L'11 gennaio 2025 giunge a termine il periodo di condanna e la pena dichiarata definitivamente estinta con ordinanza dell'11 marzo.

## Filmografia

### Cinema
- Questo piccolo grande amore, regia di Riccardo Donna (2009)
- Questo mondo è per te, regia di Francesco Falaschi (2011)
- ACAB - All Cops Are Bastards, regia di Stefano Sollima (2012)
- Paura 3D, regia di Manetti Bros. (2012)
- La foresta di ghiaccio, regia di Claudio Noce (2014)
- Bolgia totale, regia di Matteo Scifoni (2014)
- Leone nel basilico, regia di Leone Pompucci (2014)
- Mia madre, regia di Nanni Moretti (2015)
- L'attesa, regia di Piero Messina (2015)
- Io e lei, regia di Maria Sole Tognazzi (2015)
- La felicità è un sistema complesso, regia di Gianni Zanasi (2015)
- Romeo è Giulietta, regia di Giovanni Veronesi (2024)

### Televisione
- Un medico in famiglia 6 – serie TV (2009)
- Don Matteo – serie TV, episodio 7x08 (2009)
- Un passo dal cielo – serie TV, episodio 1x07 (2011)
- Zodiaco - Il libro perduto, regia di Tonino Zangardi – miniserie TV (2012)
- L'ultimo papa re, regia di Luca Manfredi – miniserie TV (2013)
- Adriano Olivetti - La forza di un sogno, regia di Michele Soavi – miniserie TV (2013)
- 1992 – serie TV, 10 episodi (2015)
- Non uccidere – serie TV, episodio 1x02 (2015)
- Limbo, regia di Lucio Pellegrini – film TV (2015)
- Indro. L'uomo che scriveva sull'acqua, regia di Samuele Rossi – docu-drama (2016)
- C'era una volta Studio Uno, regia di Riccardo Donna – miniserie TV (2017)
- In Treatment – serie TV (2017)
- Di padre in figlia, regia di Riccardo Milani – miniserie TV (2017)
- 1993 – serie TV, 8 episodi (2017)
- Buongiorno, mamma! – serie TV, 23 episodi (2021- in corso)
- La luce nella masseria, regia di Tiziana Aristarco e Riccardo Donna – film TV (2024)
- Doppio gioco, regia di Andrea Molaioli – miniserie TV (2025)

## Teatro
- Minotauro, scritto e diretto da Fiammetta Bianconi (2003)
- Così parlò Desmond Morris, scritto e diretto da Fiammetta Bianconi (2004)
- Melopolis, scritto e diretto da Fiammetta Bianconi (2004)
- Le Monsieur de Pourceaugnac di Molière, regia di Deianira Dragone (2004)
- La divina Clownedia, scritto e diretto da Deianira Dragone (2005)
- La dodicesima notte di William Shakespeare, regia di Silvia Marcotullio (2005)
- La bocca, scritto e diretto da Danilo Canzanella (2005)
- Darkness, take n. one, scritto e diretto da Roberto D'Alessandro (2006)
- Compagnia densa, scritto e diretto da Alessandro Galli (2006)
- Ercole e le stalle di Augia di Friedrich Dürrenmatt, regia di Roberto D'Alessandro (2006)
- Passaggio senza testimone di Alessandro Galli, regia di Carlo Nesler (2006)
- Insulti al pubblico di Peter Handke, regia di Tiziano Panici (2007)
- Omicidio per gelosia di una femmina di Roberto D'Alessandro e Mimmo D’Angelo, regia di Roberto D'Alessandro (2007)
- Bash di Neil LaBute, regia di Silvio Peroni (2007)
- Le spose di Federico II di Pippo Franco e Maria Giuseppina Pagnotta, regia di Pippo Franco (2007)
- Scene dal nuovo mondo di Eric Bogosian, regia di Tiziano Panici (2007)
- Dolce di sale, scritto e diretto da Alessandro Galli (2007)
- Sogni 00 di Riccardo Ricci, regia di Marco Cassini (2008)
- Tre centesimi, scritto e diretto da Alessandro Galli (2008)
- Orizzonti di Marzia G. Lea Pacella, Luca Pizzurro, Claudio Storani, regia di Maurizio Panici (2008)
- Diciamo di sì di Rocco Barbaro, regia di Walter Nanni (2009)
- Scarti di Paolo Zuccari, regia di Domenico Diele e Francesco Montagna (2009)
- Il re dei pezzenti, da Israel Zangwill, regia di Marco Maltauro (2009)
- Gl'ingannati di anonimo del XVI secolo, regia di Maurizio Panici (2009)
- Molto rumore per nulla di William Shakespeare, regia di Matteo Ziglio (2010)
- Processo a Gesù di Diego Fabbri, regia di Maurizio Panici (2010)
- Antigone di Jean Anouilh, regia di Maurizio Panici (2010)
- Cantata dei bambini morti di mafia di Luciano Violante, regia di Maurizio Panici (2010)
- Conrovento di AAVV, regia di Paolo Triestino (2011)
- Lost in Cyprus - Sulle tracce di Otello, da William Shakespeare, regia di Giuseppe Battiston e Paolo Civati (2014)

## Riconoscimenti
- Golden Graal
  - 2013 – Candidatura al miglior attore drammatico per ACAB - All Cops Are Bastards